# Самуел Соломон
Самуел Давид Соломон е български китарист. Смятан е за един от най-обещаващите млади китаристи в света, който демонстрира майстортво в музицирането, техниката и изпълнителски способности" според класацията на Changsha International Guitar Festival за 2020 г.

## Биография
Самуел Давид Соломон е роден на 7 януари 2009 г. в София, България. На 5-годишна възраст започва да свири на електрическа китара (а малко по-късно и на класическа), при Пламен Петров в „Рок Скул“ София, повлиян от баща си и китаристите Джими Хендрикс, Джон Петручи и Стиви Рей Вон. Първия си концерт изнася на 6 годишна възраст в Club Mixtape 5. През 2016 г. е приет в НМУ „Любомир Пипков“, София, специалност „Класическа китара“.
Соломон е сред най-успешните китаристи на младото поколение с повече от 200 призови награди от най-престижните международни конкурси за класическа китара в света. От 13 годишен участва в конкурси без възрастови ограничения.
През 2018 година Соломон е забелязан от професор Хуберт Кепел, който го кани за свой студент, и на следващата година, едва десет годишен, Соломон става студент в класа на Хюберт Кеппел в Международната академия за китара в Кобленц, Германия

## Награди
2021
- Първа награда от Transilvania International Guitar Festival[3]
- Втора награда от Altamira International Virtual Guitar Competition[4]
- Първа абсолютна награда от 27° Concorso Internazionale „Giovani Chitarristi“ – Città di Mottola[5]

2022
- Гран При от двадесет и петото издание на Международния конкурс за класическа китара – Кюстендил, 2022 [6][7]
- Първо място и специалната награда на конкурса – 6ти International Guitar Festival Jüchen, Юхен, Германия[8]
- Трето място от 12th International Competition for Young Guitarists „Andrés Segovia“ from 15th to 18th June 2022 in Monheim am Rhein [9]
- Първо място от Alirio Diaz „Youth“ – International Guitar Festival Rust 2022, Rust, Austria[10]
- Специална награда на Дадарио – D‘Addario Young Talent Award от Koblenz International Guitar Festival [11]